# Mecaphesa bubulcus
Mecaphesa bubulcus es una especie de araña cangrejo del género Mecaphesa, familia Thomisidae, orden Araneae.

## Distribución
Esta especie se encuentra en Puerto Rico.

## Taxonomía
Fue descrita científicamente por Suman en 1971.
Tratamiento taxonómico
La especie aparece registrada y publicada en Spiders of the family Thomisidae in Hawaii. Pacific Insects 12: 773–864.